# Washington (Virgínia)
Washington é uma cidade  localizada no estado norte-americano de Virginia, no Condado de Rappahannock.

## Demografia
Segundo o censo norte-americano de 2000, a sua população era de 183 habitantes.
Em 2006, foi estimada uma população de 179, um decréscimo de 4 (-2.2%).

## Geografia
De acordo com o United States Census Bureau tem uma área de
0,7 km², dos quais 0,7 km² cobertos por terra e 0,0 km² cobertos por água. Washington localiza-se a aproximadamente 246 m acima do nível do mar.

## Localidades na vizinhança
O diagrama seguinte representa as localidades num raio de 36 km ao redor de Washington.